# Crivitz
Crivitz è una città del Meclemburgo-Pomerania Anteriore, in Germania.
Si trova all'estremità nord orientale del territorio della Lewitz. Appartiene al circondario (Kreis) di Ludwigslust-Parchim (targa PCH) ed è parte della comunità amministrativa (Amt) di Crivitz.